# 호곡항
호곡항은 경상남도 거제시 둔덕면 술역리에 있는 어항이다. 2003년 2월 3일 어촌정주어항으로 지정하여 관리하고 있다. 시설관리자는 거제시장이다.

## 어항 연혁
- 술역에서 남쪽으로 고개를 넘으면 바닷가 절벽에 굴이 많이 있어 옛날 호랑이가 살았다하여 범굴이라 불렀다.

## 어항 구역
- 수역: 14,600m2 (거제시 둔덕면 술역리 389-8번지 수역)
- 육역: 8,200m2

## 어항 시설
- 물양장, 선착장

## 주요 어종
- 장어, 굴, 멍게, 감성돔, 노래미